# باول دوبيه
باول دوبيه هو سياسي كندي، ولد في 27 أبريل 1892 في Saint-Denis-sur-Richelieu, Quebec ‏ في كندا، وتوفي في 6 يونيو 1969 في نيو برونزويك في كندا. نشط حزبياً في Independent Liberal ‏ والحزب الليبرالي الكندي. وقد انتخب عضو مجلس العموم الكندي.